# Departamento de Correcciones y Rehabilitación de California
El Departamento de Correcciones y Rehabilitación de California (California Department of Corrections and Rehabilitation, CDCR) es una agencia del Estado de California en los Estados Unidos. El departamento gestiona prisiones para hombres, mujeres, niños, y niñas. Tiene su sede en Sacramento.
El departamento gestiona tres prisiones para mujeres. Gestiona cinco prisiones para niños y niñas.

## Prisones
Para hombres adultos:
- Instituto para Hombres de California
- Prisión Estatal de Folsom
- Prisión Estatal de Sacramento
- Prisión Estatal de San Quentin
- Prisión Estatal Valley

Para mujeres adultas:
- Prisión de Mujeres del Centro de California
- Prisión Estatal para Mujeres de Folsom
- Instituto para Mujeres de California